# Právo na rodinu
Právo na rodinu je jedním ze sociálních lidských práv deklarovaných Všeobecnou deklarací lidských práv a zakotvených v Mezinárodním paktu o hospodářských, sociálních a kulturních právech a dalších mezinárodních dokumentech. Je jedním z výchozích principů práva sociálního zabezpečení a rodinného práva.
Rodina je chápána jako přirozená a základní jednotka společnosti. V tomto smyslu jsou státy zavázány zajistit zejména:
- nejširší možnou ochranu a pomoc rodině, zvláště k jejímu založení, a po dobu, kdy odpovídá za péči a výchovu nezletilých dětí,
- zvláštní ochranu matkám v přiměřeně dlouhém období před a po narození dítěte,
- zvláštní opatření pro ochranu a pomoc všem dětem a mládeži bez jakékoli diskriminace na základě rodinného původu nebo jiných podmínek, před hospodářským a sociálním vykořisťováním a před dětskou prací.

## Právní ukotvení na mezinárodní úrovni
Právo na rodinu vychází z lidských práv, které byly uznány Organizací spojených národů a vyhlášeny Všeobecnou deklarací lidských práv. Deklarace není závazným právním aktem, ale vycházejí z ní pozdější mezinárodní úmluvy, které již závazné jsou a patří mezi ně např. Mezinárodní pakt o občanských a politických právech, Mezinárodní pakt o hospodářských, sociálních a kulturních právech, Mezinárodní úmluva o odstranění všech forem diskriminace žen a Úmluva o právech dítěte.
Z dalších dokumentů je důležité také právní ukotvení na úrovni Rady Evropy, zde jde o Evropskou sociální chartu a Úmluvu o ochraně lidských práv a základních svobod.
Poslední úrovní jsou dokumenty na rovině Evropské unie, především pak Listina základních práv Evropské unie.

### Mezinárodní pakt o hospodářských, sociálních a kulturních právech
Je dokument, který upravuje základní lidská práva na mezinárodní úrovni a definuje tři základní oblasti práva na rodinu, a to pomoc a ochranu rodině, která pečuje o děti, zvláštní ochranu matkám v čase kolem těhotenství a zvláštní ochranu dětí.

#### Článek 10
1. Nejširší možná ochrana a pomoc by měla být poskytnuta rodině, která je přirozenou a základní jednotkou společnosti, zvláště k jejímu založení a po dobu, kdy odpovídá za péči a výchovu nezletilých dětí.
2. Zvláštní ochrana by měla být poskytována matkám v průběhu přiměřeného období před a po narození dítěte. Během tohoto období by pracujícím matkám měla být poskytnuta placená dovolená nebo dovolená s odpovídajícími požitky sociálního zabezpečení.
3. Zvláštní opatření by měla být činěna pro ochranu a pomoc všem dětem a mládeži bez jakékoli diskriminace na základě rodinného původu nebo jiných podmínek. Děti a mládež by měly být ochraňovány před hospodářským a sociálním vykořisťováním. Jejich zaměstnávání prací, která by škodila jejich morálce nebo zdraví nebo byla nebezpečná jejich životu, nebo by mohla brzdit jejich normální vývoj, by měla být trestná podle zákona.

### Mezinárodní pakt o občanských a politických právech
Definuje rodinu jako základní jednotku společnosti a z toho plynoucí právo na ochranu. Také pojednává o ochraně práv dětí v článku 24.

#### Článek 23
1. Rodina je přirozenou a základní jednotkou společnosti a má právo na ochranu společnosti a státu.

### Mezinárodní úmluva o odstranění všech forem diskriminace žen
Byla přijata Valným shromážděním OSN v roce 1979. Obsahuje preambuli a 30 článků, které definují, co všechno představuje diskriminaci žen. Navrhuje také postupy, jak tuto diskriminaci na úrovni jednotlivých států odstranit. Přijetím Úmluvy se státy zavázaly provést řadu opatření k odstranění diskriminace žen ve všech formách.
Vychází z Všeobecné  deklarace lidských práv, která potvrzuje zásadu nepřípustnosti diskriminace a prohlašuje, že všichni lidé se rodí svobodní a rovní pokud jde o důstojnost a práva a že každý má nárok na všechna práva a svobody, jež jsou v ní zakotveny, bez jakéhokoli rozdílu, včetně rozdílu založeného na pohlaví, konstatujíce, že státy, smluvní strany mezinárodních paktů o lidských právech mají povinnost zabezpečit rovnoprávnost mužů a žen při využívání všech hospodářských, sociálních, kulturních, občanských a politických práv.

### Mezinárodní úmluva o právech dítěte
Úmluva o právech dítěte vychází z toho, že základní péči o dítě mohou vykonávat rodiče, členové širší rodiny nebo jiné osoby a dítě má právo na ochranu svých vztahů s nimi. Dítětem se v právním kontextu Listiny rozumí každá lidská bytost mladší osmnácti let, pokud podle právního řádu, jež se na dítě vztahuje, není zletilosti dosaženo dříve. Vychází se z předpokladu, že dítě potřebuje společenskou ochranu, protože se o sebe ještě nemusí být schopno postarat samo.
Smluvní strany úmluvy o právech dítěte jsou povinny zajistit dítěti takovou ochranu a péči, jaké je nezbytná pro jeho blaho, přičemž musí brát ohled na práva a povinnosti jeho rodičů nebo zákonných zástupců a musí pro to činit všechna potřebná zákonodárná a správní opatření; zájem dítěte musí být předním hlediskem při jakékoliv činnosti týkající se dětí, ať už uskutečňované veřejnými nebo soukromými zařízeními sociální péče, soudy, správními nebo zákonodárnými orgány.

### Evropská sociální charta
Byla vydána Radou Evropy a spolu s Úmluvou o ochraně lidských práv a základních svobod tvoří základní dokumenty pro ochranu lidských práv na evropské úrovni. Má zajistit občanům států, které smlouvu ratifikovaly, sociální práva. V první části je vyjmenováno 19 práv a principů této smlouvy. Mezi práva patří například: právo dětí a mladých osob na ochranu, právo zaměstnaných žen na ochranu, právo na sociální zabezpečení, právo rodiny na sociální, právní a hospodářskou ochranu, právo matek a dětí na sociální a hospodářskou ochranu.

### Úmluva o ochraně lidských práv a základních svobod
Úmluva přijatá členskými státy Rady Evropy navazující na Všeobecnou deklaraci lidských práv. Lidská práva chrání život a důstojnost každé lidské bytosti. Jsou postavena na principu stejné morální hodnoty každého jednotlivce, kdy tato práva má každý člověk.

#### Článek 8 - Právo na respektování soukromého a rodinného života
1. Každý má právo na respektování svého soukromého a rodinného života, obydlí a korespondence.
2. Státní orgán nemůže do výkonu tohoto práva zasahovat kromě případů, kdy je to v souladu se zákonem a nezbytné v demokratické společnosti v zájmu národní bezpečnosti, veřejné bezpečnosti, hospodářského blahobytu země, ochrany pořádku a předcházení zločinnosti, ochrany zdraví nebo morálky nebo ochrany práv a svobod jiných.
Tento článek chrání čtyři související zájmy: soukromí, rodinný život, domov a korespondenci.
Rodinný život aplikuje na rodinné vztahy a předpokládá existenci rodiny. Rodinou chápe vztahy mezi rodiči a nezletilými dětmi. Soužití rodičů a dětí je základním prvkem rodinného života. Rodinný život existuje ale i mezi matkou a adoptovaným dítětem, při náhradní péči nebo když nejsou přítomni oba rodiče. Zahrnuje také vztahy mezi dalšími příbuznými: sourozenci, prarodiči a dětmi, strýcem/tetou a synovci/neteřemi, dále také zahrnuje i lidi žijící mimo manželství a v registrovaném partnerství.

### Listina základních práv Evropské unie
Vychází z ústavních tradic a mezinárodních závazků společných členským státům Evropské unie, z Evropské úmluvy o ochraně lidských práv a základních svobod, ze sociálních chart přijatých Unií a Radou Evropy a z judikatury Soudního dvora Evropské unie a Evropského soudu pro lidská práva. Uvádí pět principů pro formulaci lidských práv: důstojnost, svoboda, rovnost, solidarita a občanská participace ve věcech veřejných. Zaručuje zejména: právo na vzdělání, právo na zdraví a životní styl, právo na práci, právo odborového sdružování, zvláštní pracovní podmínky ženám a mladistvým, právo na sociální zabezpečení, každý má právo na ochranu zdraví, právo na rodinu a její ochranu, rovnost příslušníků menšin. Tyto práva jsou pod ochranou soudu.

## Právní ukotvení v českém ústavním právu

### Listina základních práv a svobod
Právo na rodinu se do české legislativy dostává skrz Listinu základních práv a svobod, která stanovuje ochranu rodiny, práva dětí, práva rodičů a zvláštní péči o těhotné ženy.

#### Článek 32
(1) Rodičovství a rodina jsou pod ochranou zákona. Zvláštní ochrana dětí a mladistvých je zaručena.
(2) Ženě v těhotenství je zaručena zvláštní péče, ochrana v pracovních vztazích a odpovídající pracovní podmínky.
(3) Děti narozené v manželství i mimo ně mají stejná práva.
(4) Péče o děti a jejich výchova je právem rodičů; děti mají právo na rodičovskou výchovu a péči. Práva rodičů mohou být omezena a nezletilé děti mohou být od rodičů odloučeny proti jejich vůli jen rozhodnutím soudu na základě zákona.
(5) Rodiče, kteří pečují o děti, mají právo na pomoc státu.

##### Komentář k odstavci 1
Ochrana je zdůvodněna významem rodiny jako základní a přirozené jednotky společnosti.
Zdůrazňuje ochranu rodičovství, rodiny, dětí a mladistvých jako ústavou chráněných hodnot, ale není samo o sobě přímo vykonavatelné, lze se jich domáhat je v mezích zákona. Není činěn rozdíl mezi manželským svazkem a manželským soužitím, rozhodující je existence rodinného svazku. Dbá na posuzování společenských změn, tedy ne jen tradiční formy rodiny. Rodičovství je rodičovství otce a matky, i jich obou zároveň, a to bez ohledu na to, zda jsou manželé či nikoli.

##### Komentář k odstavci 2
Zavádí pojem péče, je širší než pojem právní ochrana a implikuje i poskytnutí úlev a výhod těhotné ženě, včetně vytvoření takové sociální situace, aby byla chráněna před újmami, které ji hrozí v důsledku jejího těhotenství (resp. i budoucího mateřství). Má antidiskriminační charakter, který má vést k tomu, aby právní ochrana nevedla k vyloučení chráněné ženy z trhu práce či omezení jejích šancí na tomto trhu.

##### Komentář k odstavci 3
Listina nezavedla pravidlo rovnosti dětí manželských a nemanželských, pouze je stvrzuje.

##### Komentář k odstavci 4
Ustanovení o právu rodičů pečovat o své děti a vychovávat je  a o právu dětí na rodičovskou výchovu a péči jasně  zakotvuje primát rodinných vztahů nad státní ingerencí do nich. Tento zásah, omezení rodičovských práv nebo odloučení dětí od svých rodičů proti jejich vůli Listina připouští pouze rozhodnutím soudu a na základě zákona při respektování obecného pravidla o mezích omezení základních práv, tedy tak, že bude šetřena jejich podstata a smysl a nebudou zneužívány k jiným účelům než bylo stanoveno.
Sociální nouze rodičů či nedostatečné bytové podmínky nemohou být jediným důvodem odebrání dětí rodičům.

##### Komentář k odstavci 5
Jedná se o pozitivní závazek státu poskytovat rodičům pečujícím o děti pomoc. V prvé řadě se bude jednat o materiální pomoc, ale také se předpokládá pomoc a podpora nemateriální.
Pozitivní povinnost státu pomáhat rodičům pečujícím o děti navazuje na zákaz odebírání dětí rodičům pouze z důvodů špatné sociální situace, chudoby rodiny nebo špatných bytových poměrů; v takových případech je stát povinen svými specializovanými orgány či prostřednictvím orgánů samosprávy v prvé řadě napomoci rodičům tuto situaci řešit, než přistoupí k odebrání dětí rodičům.

## Právo na rodinu v České republice
Výše zmíněné právní dokumenty (mezinárodní úmluvy a Listina základních práv a svobod) jsou pro Českou republiku závazné. Právní dokumenty deklarují povinnost státu pomáhat svým občanům v obtížných sociálních situacích a vychází z nich poskytování sociálních služeb, sociálního zabezpečení a také ochrana dětí a rodiny jako základní společenské jednotky.
Realizace práva na rodinu v ČR je různorodá. Setkáme se s ním v sociálním právu České republiky v systém sociálního zabezpečení v rámci prvního pilíře - systému sociálního pojištění jako nemocenské pojištění. Dále v druhém pilíř státní sociální podpory a soukromém právu. Zákony, které se věnují právu na rodinu jsou: zákon o státní sociální podpoře, občanský zákoník, zákon o sociálněprávní ochraně dítěte a trestní zákon.
Hlavními pojmy uskutečňování práva na rodinu jsou ochrana a podpora:
- Ochrana zahrnuje povinnost bránit právo občanů na svobodu volby partnera při založení rodiny a proti rodinnému násilí.[4]
- Podporou státu se rozumí jeho povinnost podle potřeby rodinám poskytovat: rodinné poradenství a právní ochranu, dávky či daňové úlevy a další ekonomickou podporu, jako např. podporovat bydlení pro rodiny a podporovat rodiny v jejich úsilí o výchovu dětí i jinými vhodnými přiměřenými prostředky a relevantními službami.[4]

## Rodinné právo
Rodinné právo je součástí soukromého práva. Upravuje práva a povinnosti osob, které v různých rolích vystupují v rodině. Stěžejní část právní úpravy se nachází v občanském zákoníku.
Jde především o úpravu těchto práv a povinností:
- mezi manžely navzájem,
- mezi rodiči a dětmi a
- mezi dětmi a dalšími osobami, které jim nahrazují rodiče, či jejich funkci nějak doplňují.

Obsah je tvořen následujícími oblastmi:
- manželství a registrované partnerství,
- manželské majetkové právo,
- příbuzní,
- osvojení,
- vyživovací povinnost a
- jiné formy péče o děti

### Manželství
Obsahuje povinnosti a práva manželů, definuje pojem manželství, jmenuje zákonné překážky pro uzavření manželství (nedostatek věku, trvající manželství, atd.) a způsoby uzavření manželství. Dále řeší důvody neplatnosti manželství a zdánlivé manželství, také definuje způsoby zániku manželství.

### Manželské majetkové právo
Upravuje společné jmění manželů a  řeší otázku dluhů v souvislosti se společným jměním manželů.

### Příbuzenství a švagrovství
Rodiče a děti mají vůči sobě navzájem práva a povinnosti, kterých se nemohou vzdát či zříci.

### Určování rodičovství
Definuje mateřství a otcovství a možnosti popření otcovství.

### Osvojení
Pojednává o možnosti osvojení nezletilého a osvojení zletilého.

### Jiné formy péče o děti
Popisuje tyto možnosti péče o děti: poručenství, svěření dítěte do výchovy jiné fyzické osoby než rodiče, ústavní výchova a opatrovnictví.

### Výživné
Řeší vyživovací povinnost mezi manželi, rodiči a dětmi, rozvedenými manželi, potomky a předky.

## Státní sociální podpora
Stát považuje rodinu za přirozenou základní jednotku společnosti, a proto se ji snaží podporovat a pomáhat. Hlavním smyslem ochrany a podpory rodiny je nejlepší zájem dítěte. Nástrojem státní politiky na podporu rodiny je zákon o státních sociálních dávkách, podle tohoto zákona se poskytují dávky:
- Přídavek na dítě
- Rodičovský příspěvek
- Příspěvek na bydlení
- Porodné
- Pohřebné

### Přídavek na dítě
Jde o dávku poskytovanou rodinám s dětmi. Účelem je přispět rodině k úhradě zvýšených nákladů spojených s výchovou dítěte a omezit tak snižování životní úrovně rodin s dětmi ve srovnání s bezdětnými rodinami.

### Rodičovský příspěvek
Nárok na rodičovský příspěvek má rodič, který po celý kalendářní měsíc osobně, celodenně a řádně pečuje o dítě, které je nejmladší v rodině.

### Příspěvek na bydlení
Je příspěvek, kterým stát pomáhá rodinám i jednotlivcům s nízkými příjmy na náklady spojené s bydlením.

### Porodné
Nárok na porodné má rodina, které se narodilo první nebo druhé živé dítě. Rodina musí splnit určitá kritéria, aby ji částka byla přiznán.

### Pohřebné
Na pohřebné má nárok osoba, která vypravila pohřeb nezaopatřenému dítěti, nebo osobě která byla rodičem nezaopatřeného dítěte.
Kromě státní sociální podpory nabízí stát také služby: zdravotní, školské a sociální.

## Ochrana a podpora těhotenství a mateřství
Jde o ochranu ženy v době těhotenství, při narození dítěte a v době těsně po narození dítěte. Tyto aspekty upravuje nemocenské pojištění a zákoník práce.

### Nemocenské pojištění

#### Peněžitá pomoc v mateřství
Je zajištěno zákonem o nemocenské pojištění. Žena má nárok na peněžitou pomoc, pokud splnila určitou dobu účasti na pojištění.

#### Ošetřovné
Na ošetřovné má nárok zaměstnanec, který nemůže pracovat z důvodu, že musí
- ošetřovat nemocného člena domácnosti, nebo
- pečovat o zdravé dítě mladší 10 let, protože školské nebo dětské zařízení bylo uzavřeno (z důvodu havárie, epidemie, jiné nepředvídané události), dítěti byla nařízena karanténa, nebo osoba, která jinak o dítě pečuje, sama onemocněla.[9]

### Zákoník práce

#### Dočasné převedení na jinou práci
Pokud současná práce ohrožuje těhotenství, má žena právo na dočasné převedení. Pokud nová práce je méně placená má žena nárok na vyrovnávací příspěvek v těhotenství a mateřství, který spadá pod nemocenské pojištění.

#### Mateřská dovolená
Ve vysokém stupni těhotenství potřebuje žena pracovní volno, jde o omluvenou a tolerovanou absenci a důvod pro přiznání dávky, která ženu hmotně zabezpečuje. Mateřskou dovolenou upravuje zákoník práce.

## Ochrana a pomoc zanedbávaným dětem
Ochrana dětí je zakotvena v mezinárodních paktech, nejdůležitější je Úmluva OSN o právech dítěte. Jejím cílem je hájit zájmy dítěte a chránit jeho blaho. V České republice je to Listina základních práv a svobod: péče o děti a jejich výchova je právem rodičů; děti mají právo na rodičovskou výchovu a péči, práva rodičů mohou být omezena a nezletilé děti mohou být od rodičů odloučeny proti jejich vůli jen rozhodnutím soudu na základě zákona.

### Občanský zákoník
Rodiče, kteří pečují, mají právo na pomoc od státu, která je stanovená v občanském zákoníku, ten upravuje především vztahy uvnitř rodiny, přiznává členům rodiny práva a ukládá povinnosti, vymezuje předpoklady, za jakých se tyto práva a povinnosti mohou vykonávat a stanovuje podmínky, za jakých může stát zasahovat do rodiny.
Nejdůležitější pojmem je rodičovská odpovědnost, což je systém práv a povinností (např. péče o zdraví, tělesný vývoj, atd.). Pokud rodiče své dítě zanedbávají, přistupuje stát k výchovným opatřením, které mají tyto nedostatky odstranit.

## Sociálněprávní ochrana dětí
Je upravena zákonem o sociálně právní ochraně dětí (zákon č. 359/1999 Sb., o sociálněprávní ochraně dětí). Zahrnuje především zajištění práva dítěte na příznivý vývoj a řádnou výchovu, ochranu oprávněných zájmů dítěte a působení směřující k obnovení narušených funkcí rodiny.

## Trestněprávní ochrana dětí

### Trestní zákoník
Poskytuje ochranu dětem před pachateli trestných činů. Rozlišuje řadu forem trestné činnosti na dětech a to přímé (konkrétní trestný čin spáchaný na dítěti) a nepřímé jednání, kdy je strádání a ohrožení vývoje dítěte důsledkem jiné trestné činnosti. Mezi nejzávažnější činy páchané na dětech patří ty, které souvisejí se sexuální sférou (pohlavní zneužití, sexuální nátlak, svádění k pohlavnímu styku, znásilnění). Druhou skupinou jsou činy, které vedou k negativním důsledkům ohrožení života nebo zdraví (zanedbání povinné výživy, opuštění dítěte, týrání svěřené osoby a týrání osoby žijící ve společném obydlí).